# 大学生M-1グランプリ
大学生M-1グランプリ（だいがくせいエムワングランプリ）は、早稲田大学放送研究会が主催する、大学生による漫才グランプリ。

## 概要
2004年に開始。毎年1月に開催され、早稲田大学大隈記念講堂を会場とする。現役大学生（短大生・専門学生も可）に出場資格がある。M-1グランプリを模した大会進行が行われ、出囃子のFatboy Slim「Because We Can」もそのまま使用される。

## 歴代優勝
| 年     | グループ名           | サークル                                                              | 審査員                                                                         | MC                              | 備考                                             | 出典              |
| ------ | -------------------- | --------------------------------------------------------------------- | ------------------------------------------------------------------------------ | ------------------------------- | ------------------------------------------------ | ----------------- |
| 2004年 | ゼンダマアクダマ     | 早稲田大学寄席演芸研究会                                              | —                                                                              | —                               | なんたる偶然が第3位                              | [ 1 ]             |
| 2005年 | 北斎                 | 早稲田大学寄席演芸研究会                                              | —                                                                              | —                               |                                                  | [ 1 ]             |
| 2006年 | ミルクボーイ         | 大阪芸術大学落語研究寄席の会                                          | —                                                                              | —                               | [ 1 ]                                            |                   |
| 2007年 | いたりあじ〜ん       | 創価大学落語研究会                                                    | —                                                                              | —                               | [ 1 ]                                            |                   |
| 2008年 | 笑八分目             | 早稲田大学お笑い工房LUDO                                              | —                                                                              | —                               | クロンモロンが準優勝                             | [ 1 ]             |
| 2009年 | ナイーブ             | 早稲田大学お笑い工房LUDO                                              | —                                                                              | —                               | エニグマが準優勝 エガラモガラが第3位             | [ 1 ]             |
| 2010年 | ロブスターズ         | 早稲田大学お笑い工房LUDO                                              | —                                                                              | —                               | 安全ナイフが準優勝                               | [ 1 ]             |
| 2011年 | 安全ナイフ           | 慶應義塾大学お笑い道場O-keis                                          | —                                                                              | —                               | 真空ジェシカが準優勝 門出ピーチクパーチクが第3位 | [ 1 ] [ 3 ]       |
| 2012年 | ストレッチーズ       | 慶應義塾大学お笑い道場O-keis                                          | —                                                                              | —                               | さすらいラビーが準優勝 Gパンパンダが第3位        | [ 1 ]             |
| 2013年 | のーべるまん         | 東洋大学落語研究会                                                    | —                                                                              | —                               | サヨナラホームランが第3位                        | [ 1 ]             |
| 2014年 | ナシゴレン           | 広島大学漫才サークル「(笑)〜カッコワラ〜」                            | —                                                                              | —                               | 岡田桜井（現・ハナフダ）が第3位                  | [ 1 ]             |
| 2015年 | ナイチンゲールダンス | - 日本大学経商法落語研究会 - 一橋大学お笑いサークルIOK                | —                                                                              | - 馬鹿よ貴方は - ストレッチーズ | 魔人無骨（現・令和ロマン）が準優勝               | [ 1 ] [ 4 ] [ 5 ] |
| 2016年 | オスカー             | - 慶應義塾大学お笑い道場O-keis - 帝京大学お笑いサークル ア☆テンション | —                                                                              | 磁石                            | XXCLUBが準優勝                                   | [ 1 ] [ 6 ]       |
| 2017年 | テキセツの街         | 日本大学経商法落語研究会                                              | - 前田政二 - 児島気奈 - 小谷野俊哉 - ラリー遠田 - 新道竜巳（馬鹿よ貴方は）     | Aマッソ                         |                                                  | [ 1 ] [ 7 ] [ 8 ] |
| 2018年 | ダイソンウェイパー   | 創価大学落語研究会                                                    | - 前田政二 - 児島気奈 - 小谷野俊哉 - ラリー遠田 - 新道竜巳（馬鹿よ貴方は）     | - ストレッチーズ - バッドナイス | キャラメルアンセムが準優勝                       | [ 9 ] [ 10 ]      |
| 2019年 | モザンレーション     | 慶應義塾大学お笑い道場O-keis                                          | - 前田政二 - 児島気奈 - 小谷野俊哉 - ラリー遠田 - 新道竜巳（馬鹿よ貴方は）     | 流れ星                          | モザンレーションは1年生での優勝 回黙天が準優勝   | [ 12 ] [ 11 ]     |
| 2020年 | ベグBOG              | 同志社大学喜劇研究会                                                  | - 前田政二 - 児島気奈 - 小谷野俊哉 - ラリー遠田 - 新道竜巳（馬鹿よ貴方は）     | オジンオズボーン                |                                                  | [ 13 ]            |
| 2021年 | 炎天下               | 法政大学お笑いサークルHOS                                             | - 前田政二 - 児島気奈 - 小谷野俊哉 - ラリー遠田 - 中西茂樹（なすなかにし）     | なすなかにし                    |                                                  | [ 14 ] [ 15 ]     |
| 2022年 | もぐら大戦争         | 青山学院大学ナショグルお笑い愛好会                                    | - 前田政二 - 原木綿子 - 小谷野俊哉 - ラリー遠田                                | 東京ホテイソン                  |                                                  | [ 16 ]            |
| 2023年 | ナユタ               | 早稲田大学お笑い工房LUDO                                              | - 前田政二 - 原木綿子 - 小谷野俊哉 - ラリー遠田                                | ストレッチーズ                  |                                                  | [ 17 ]            |
| 2024年 | 乙女ブレンド         | 筑波大学お笑い集団DONPAPA                                             | 児島気奈 蓮見翔（ダウ90000） 新道竜巳（馬鹿よ貴方は） 岩崎う大（かもめんたる） | ヤーレンズ                      |                                                  | [ 18 ]            |